# Liste der Fahnenträger der ivorischen Mannschaften bei Olympischen Spielen
Die Liste der Fahnenträger der ivorischen Mannschaften bei Olympischen Spielen listet chronologisch alle Fahnenträger ivorischer Mannschaften bei den Eröffnungs- (EF) und Abschlussfeiern (AF) Olympischer Spiele auf.

## Liste der Fahnenträger
| Mannschaft             | Veranstaltung | Fahnenträger (EF)        | Fahnenträger (AF)         |
| ---------------------- | ------------- | ------------------------ | ------------------------- |
| 1964 in Tokio          | Sommerspiele  |                          |                           |
| 1968 in Mexiko-Stadt   | Sommerspiele  |                          |                           |
| 1972 in München        | Sommerspiele  | Simbara Maki             |                           |
| 1976 in Montreal       | Sommerspiele  |                          |                           |
| 1984 in Los Angeles    | Sommerspiele  | Avognan Nogboun          |                           |
| 1988 in Seoul          | Sommerspiele  | René Djédjémel Mélédjé   |                           |
| 1992 in Barcelona      | Sommerspiele  |                          |                           |
| 1996 in Atlanta        | Sommerspiele  | Jean-Olivier Zigignon    |                           |
| 2000 in Sydney         | Sommerspiele  | Ibrahim Méité            |                           |
| 2004 in Athen          | Sommerspiele  | Mariam Bah               | Mariam Bah                |
| 2008 in Peking         | Sommerspiele  | Amandine Allou Affoué    | N’Guessan Sebastien Konan |
| 2012 in London         | Sommerspiele  | Ben Youssef Meïté        | Kouassi Philippe          |
| 2016 in Rio de Janeiro | Sommerspiele  | Murielle Ahouré          | Kouassi Philippe          |
| 2020 in Tokio          | Sommerspiele  | Marie-Josée Ta Lou       | Marie-Josée Ta Lou        |
| 2020 in Tokio          | Sommerspiele  | Cheick Sallah Cissé      | Marie-Josée Ta Lou        |
| 2024 in Paris          | Sommerspiele  | Marie-Josée Ta Lou-Smith | Maboundou Koné            |
| 2024 in Paris          | Sommerspiele  | Cheick Sallah Cissé      | Cheick Sallah Cissé       |

Anmerkung: (EF) = Eröffnungsfeier, (AF) = Abschlussfeier

## Statistik
| Rang    | Sportart       | EF | AF | ∑  |
| ------- | -------------- | -- | -- | -- |
| 1       | Leichtathletik | 10 | 2  | 12 |
| 2       | Taekwondo      | 3  | 3  | 6  |
| 3       | Bogenschießen  | 0  | 2  | 2  |
| Gesamt: | Gesamt:        | 13 | 7  | 20 |

| Rang                   | Sportart | EF | AF | ∑ |
| ---------------------- | -------- | -- | -- | - |
| bisher keine Teilnahme |          |    |    |   |
| Gesamt:                | Gesamt:  | 0  | 0  | 0 |

| Rang    | Sportart       | EF | AF | ∑  |
| ------- | -------------- | -- | -- | -- |
| 1       | Leichtathletik | 10 | 2  | 12 |
| 2       | Taekwondo      | 3  | 3  | 6  |
| 3       | Bogenschießen  | 0  | 2  | 2  |
| Gesamt: | Gesamt:        | 13 | 7  | 20 |